# SMS König Albert (1912)
«Кёниг Альберт»(нем. SMS König Albert) — четвертый германский линейный корабль типа «Кайзер», принимавший участие в Первой Мировой войне. Назван в честь короля Саксонии Альберта.
«Кёниг Альберт», как и четыре других однотипных линкора, участвовал во всех основных операциях Первой мировой войны, во время Ютландского сражения 31 мая — 1 июня 1916 находился в сухом доке на ремонте.
Линкор «Кёниг Альберт» в октябре 1917 принимал участие в Операции «Альбион», нападение на принадлежащие Российской республике острова в Рижском заливе.
После поражения Германии и подписания Перемирия в ноябре 1918, «Кёниг Альберт», как и большинство крупных боевых кораблей Флота Открытого моря, был интернирован британским Королевским флотом в Скапа-Флоу. Суда были разоружены и их команды были сокращены. 21 июня 1919 за незадолго до того, как был подписан Версальский мирный договор, командующий интернированного флота, контр-адмирал Людвиг фон Ройтер, отдал приказ о затоплении флота, чтобы корабли не достались англичанам. «Кёниг Альберт» был поднят в 1935 и разобран на металл в 1936 году.